# Алиса Дијаз
Алиса Елејн Дијаз (Лос Анђелес; 7. септембар 1985) америчка је глумица. Позната је по улогама у телевизијским серијама, као што су Селија Ортега у дневној сапуници Љубав за сва времена на каналу CBS, Џасмин у серији Девет живота Клои Кинг на Freeform, Глорија Круз у серији Супруге војника на каналу Lifetime, Тереза у серији Реј Донован на каналу Showtime, Даријела Марзан у серији Zoo на CBS-у, као и по улози детективке Анџеле Лопез у полицијској драмској серији Новајлија на мрежи ABC.

## Рани живот и образовање
Алиса Дијаз је рођена 7. септембра 1985. године у насељу Нортриџ у Лос Анђелесу, Калифорнија. Колумбијско-мексичког је порекла.

## Каријера
Дијаз је глумица позната по својим понављајућим улогама у више телевизијских серија, укључујући Супруге војника, Реј Донован и сапуницу Љубав за сва времена. Прву значајну филмску улогу остварила је у римејку филма Црвена зора. Такође је гостовала у серијама као што су Southland, Место злочина: Њујорк и Лажи ме. Глумила је и у филму How the Garcia Girls Spent Their Summer, као и у телевизијским филмовима Ben 10: Alien Swarm и The Jensen Project.
Године 2011. добила је главну улогу Џасмин у серији Девет живота Клои Кинг на каналу ABC Family. Године 2012. добија понављајућу улогу Глорије Круз у серији Супруге војника, а већ у седмој сезони (од марта 2013) постаје стални члан глумачке поставе. Појављивала се и у серији Вампирски дневници. У марту 2016. године прикључује се као стална глумица другој сезони серије Zoo на CBS-у, у улози Даријеле. Тумачи и лик Мике Камарене, супруге убијеног агента Управе за сузбијање наркотика Кикија Камарене, у серији Наркос: Мексико на Нетфликсу. Такође игра улогу детективке прве класе Анџеле Лопез у драмској серији Новајлија на ABC-у.

## Приватни живот
Дијаз је верена за певача и текстописца Густавa Галиндa. Дана 28. децембра 2020. године, на Инстаграму је објавила да су добили сина. Њена трудноћа је укључена у радњу серије Новајлија, у којој тумачи лик Анџеле Лопез.

## Филмографија

### Филмови
| Година | Назив                                      | Улога            | Напомене    |
| ------ | ------------------------------------------ | ---------------- | ----------- |
| 2004   | Wednesday Afternoon                        | Жизела           | Кратки филм |
| 2004   | Anyone                                     |                  | Кратки филм |
| 2004   | Echoes                                     | Џеки             | Кратки филм |
| 2005   | How the Garcia Girls Spent Their Summer    | Роуз             | [ 15 ]      |
| 2008   | Oh Baby!                                   | Марија           | [ 16 ]      |
| 2011   | Shark Night                                | Маја             | [ 17 ]      |
| 2011   | Shark Night Cast: Shark Bite               | Себе             | Кратки филм |
| 2012   | Црвена зора                                | Џули Гудјир      | [ 19 ]      |
| 2012   | American Citizen                           | Жизел Кастеланос | Кратки филм |
| 2015   | Other People's Children                    | Трина            | [ 21 ]      |
| 2018   | Parallel                                   | Кармен           | [ 22 ]      |
| 2018   | The Way We Weren't                         | Рита             | [ 23 ]      |
| 2018   | Magnetic Plasma for mass(es) Enlightenment | Вера / Пожуда    | Кратки филм |
| 2021   | Batman: The Long Halloween, Part Two       | Рене Монтоја     | Видео, глас |

### Телевизија
| Година     | Назив                               | Улога                           | Напомене                                  |
| ---------- | ----------------------------------- | ------------------------------- | ----------------------------------------- |
| 2001       | The Brothers García                 | Марили                          | Епизода: Meal Ticket                      |
| 2002       | American Family                     | Алисија                         | Епизода: The Fighting Fridas              |
| 2004       | Истражитељи из Мајамија             | Челси Лопез                     | Епизода: Hell Night                       |
| 2005       | Љубав за сва времена                | Селија Ортега                   | 59 епизода                                |
| 2006       | The Unit                            | Делорес                         | Епизода: Off the Meter                    |
| 2008       | Shark                               | Роса Дијаз                      | Епизода: Leaving Las Vegas                |
| 2008       | Братства и сестринства              | Криси Сноу                      | Епизода: Three's a Crowd                  |
| 2009       | Место злочина: Њујорк               | Трејси Џејмс                    | Епизода: She's Not There                  |
| 2009–2010  | Southland                           | Мерцедес Морета                 | 3 епизоде                                 |
| 2009       | Valentine                           | Венди Рохас                     | Епизода: She's Gone                       |
| 2009       | Three Rivers                        | Кристи                          | Епизода: Ryan's First Day                 |
| 2009       | Ben 10: Alien Swarm                 | Елена Валидус                   | Телевизијски филм                         |
| 2010       | Лажи ме                             | Ава Торес                       | Епизода: Delinquent                       |
| 2010       | The Jensen Project                  | Сем                             | Телевизијски филм                         |
| 2011       | Девет живота Клои Кинг              | Џасмин                          | Главна улога: 10 епизода                  |
| 2011       | Ред и закон: Лос Анђелес            | Малија Гомез                    | Епизода: Westwood                         |
| 2011       | Necessary Roughness                 | Талис Ланг                      | Епизода: Forget Me Not                    |
| 2012–2013  | Супруге војника                     | Глорија Круз                    | Главна улога (сезоне 6–7) 30 епизода      |
| 2012       | Revolution                          | Мија Клејтон                    | Епизода: Ties That Bind                   |
| 2012       | Вампирски дневници                  | Кимберли                        | 4 епизоде                                 |
| 2013       | The Last Ship                       | Квартир-мајстер Риос            | 2 епизоде                                 |
| 2014       | The Bridge                          | Луси                            | 3 епизоде                                 |
| 2014       | Грим                                | Белем Хојос                     | Епизода: Chupacabra                       |
| 2015–2018  | Реј Донован                         | Тереса                          | Понављајућа улога (сезоне 3–6) 24 епизоде |
| 2016       | Луцифер                             | Дани                            | Епизода: Sweet Kicks                      |
| 2016       | Боунс                               | Кери Наполи                     | Епизода: The Fight in the Fixer           |
| 2016–2017  | Zoo                                 | Даријела Марзан                 | Главна улога (сезоне 2-3)                 |
| 2016–2019  | Морнарички истражитељи: Лос Анђелес | Специјални агент Џазмин Гарсија | 3 епизоде                                 |
| 2016       | Како се извући са убиством          | Дани Алводар                    | Епизода: Is Somebody Really Dead?         |
| 2016       | Frequency                           | Мирачела Корадо                 | Епизода: Break, Break, Break              |
| 2016       | Lethal Weapon                       | Хана                            | Епизода: Jingle Bell Glock                |
| 2018       | Life Sentence                       | Кејла                           | 3 епизоде                                 |
| 2018       | Наркос: Мексико                     | Мика Камарена                   | Главна улога (1. сезона)                  |
| 2018–данас | Новајлија                           | Анџела Лопез                    | Главна улога                              |
| 2022       | Реј Донован: филм                   | Тереса                          | Телевизијски филм                         |
| 2023       | Новајлија: Федералци                | Анџела Лопез                    | 2 епизоде                                 |